# Автозатягувач
Автозатягувач — пристрій для полегшення затягування робочої труби в шурф під час здійснення ремонтних робіт у свердловинах. Належить до засобів малої механізації ремонтних робіт.